# 马塞尔·佩罗
马塞尔·佩罗（法語：Marcel Perrot，1879年2月24日—1969年7月16日），法国男子击剑运动员。他曾代表法国参加1920年夏季奥林匹克运动会击剑比赛，获得男子团体花剑银牌和男子个人花剑第十一名。